# Morella punctata
Morella punctata är en porsväxtart som först beskrevs av August Heinrich Rudolf Grisebach, och fick sitt nu gällande namn av J.Herb. Morella punctata ingår i släktet Morella och familjen porsväxter. Inga underarter finns listade i Catalogue of Life.